# Annectacarus unilateralis
Annectacarus unilateralis är en kvalsterart som beskrevs av Hammer 1973. Annectacarus unilateralis ingår i släktet Annectacarus och familjen Lohmanniidae. Inga underarter finns listade i Catalogue of Life.